# Brachyrhaphis
 Brachyrhaphis és un gènere de peixos de la família dels pecílids i de l'ordre dels ciprinodontiformes.